# Franz Brunner (Politiker, 1926)
Franz Brunner (* 25. September 1926 in Haag, Niederösterreich; † 5. Juni 1982 ebenda) war ein österreichischer Landwirt und Politiker (ÖVP).

## Leben
Brunner besuchte die Hauptschule, die landwirtschaftliche Berufsschule und übernahm 1952 die elterliche Landwirtschaft. 1955 wurde er in den Gemeinderat gewählt und 1960 zum Stadtrat seiner Heimatstadt. Von 1962 bis 1982 hatte er den Posten des Vizebürgermeister inne. Zwischen 1964 und 1969 war er Abgeordneter zum Landtag von Niederösterreich und von 1970 bis zum 28. Mai 1982 Abgeordneter zum österreichischen Nationalrat.
Brunner wurde der Berufstitel Ökonomierat verliehen.
Er war auch Mundartdichter.

## Werke
- Am Anger. Gedichte in Mostviertler Mundart. Österreichischer Agrarverlag, Wien 1951.